# 巴爾塔季夫
49°47′59″N 23°49′8″E / 49.79972°N 23.81889°E
巴爾塔季夫（烏克蘭語：Бартатів），是烏克蘭的村落，位於該國西部利沃夫州，由戈羅多克區負責管轄，始建於1648年，面積16.56平方公里，海拔高度284米，2001年人口723，人口密度每平方公里43.66人。